# Nina Bouraoui

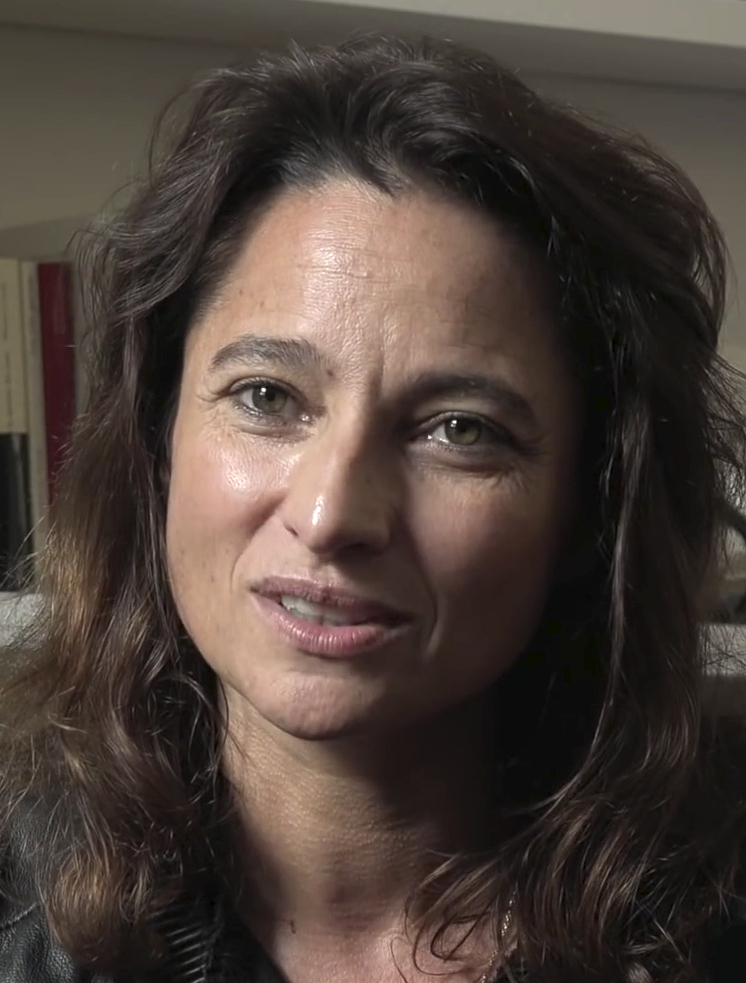
Nina Bouraoui (2016)

Yasmina „Nina“ Bouraoui (* 31. Juli 1967 in Rennes) ist eine französische Schriftstellerin.

## Leben
Nina Bouraoui wurde im Sommer 1967 in Rennes als Tochter eines algerischen Vaters und einer französischen Mutter geboren und wuchs zunächst in Algerien auf, ehe die Familie 1980 für einige Zeit in die Bretagne zurückkehrte. Anschließend lebte sie in der Schweiz und den Vereinigten Arabischen Emiraten, wo sie an einer französischen Schule ausgebildet wurde. Danach kehrte sie nach Paris zurück, um ein Studium der Rechtswissenschaften und der Philosophie zu beginnen, das sie zugunsten der Schriftstellerei aufgab. Ihr 1991 veröffentlichter Debütroman La Voyeuse interdite wurde mit dem Prix du Livre Inter ausgezeichnet. Sowohl bei Kritikern als auch im Publikum erfolgreich, veröffentlichte sie Stand 2024 bislang 20 Bücher. Daneben ist sie auch als Liedtexterin tätig und arbeitete unter anderem für Céline Dion, Garou und Sheila. Bouraoui lebt in Paris.
Bouraouis Werk ist stark autobiografisch angelegt; fast alle ihrer Texte sind in der ersten Person geschrieben und setzten sich mit der Subjektivität und dem Selbst auseinander. In ihrem Debütroman La Voyeuse interdite behandelte sie beispielsweise Algerien, seine Gesellschaft und die dortige Stellung der Frau, in späteren Werken beschäftigte sie sich unter anderem wiederholt mit dem Thema der Kindheit, das für sie mit einer Auseinandersetzung mit ihrer französisch-algerischen Identität verbunden ist. Ab den frühen 2000er Jahren untersuchte Bouraoui in ihren Werken verstärkt das Themen wie Sexualität, Verlangen und lesbische Gefühle. Zugleich wurde beginnend mit Garçon manqué der zuvor implizite autobiografische Bezug ihrer Texte immer expliziter; das „ich“ wurde immer deutlicher mit der Autorin selbst identifizierbar. Sprachlich zeichnet sich ihr Werk durch die Betonung von „Farben, Empfindungen, Gerüche, Stimmungen und Gefühle“ durch ein „energetisches Spiel mit der Sprache, markante Bilder und absichtliche Übertreibungen“ aus, so die US-amerikanische Romanistin K. Melissa Marcus. Die britische Romanistin Amaleena Damlé ergänzt, dass sich Bouraouis Texte durch einen „atemlose Dringlichkeit“ charakterisieren, die die Autorin mithilfe „einer unablässigen Abfolge von Anstiegen und Sprüngen durch prägnante Formulierungen, Wiederholungen und Anaphern“ erzeuge. Zu ihren Einflüssen zählt Bouraoui Marguerite Duras, Violette Leduc, Annie Ernaux und Hervé Guibert.

## Ehrungen
- 1991: Prix du Livre Inter für La Voyeuse interdite[2]
- 1991: Prix Emmanuel Roblès für La Voyeuse interdite[3]
- 2005: Prix Renaudot für Mes mauvaises pensées[1]
- 2020: Prix Anaïs-Nin für Otages[3]

## Veröffentlichungen
Romane
- La Voyeuse interdite. Gallimard, Paris 1991. ISBN 2-07-072168-X.
  - Der verbotene Blick. Übersetzt von Carina von Enzenberg und Hartmut Zahn. Piper, München 1996. ISBN 3-492-21606-4.
- Poing mort. Gallimard, Paris 1992. ISBN 2-07-072760-2.
- Le Bal des murènes. Fayard, Paris 1996. ISBN 2-213-59639-5.
- L’Âge blessé. Fayard, Paris 1998. ISBN 2-213-60009-0.
- Le Jour du séisme. Stock, Paris 1999. ISBN 2-234-05150-9.
- Garçon manqué. Stock, Paris 2000. ISBN 2-234-05275-0.
- La Vie heureuse. Stock, Paris 2002. ISBN 2-234-05504-0.
- Poupée Bella. Stock, Paris 2004. ISBN 2-234-06812-6.
- Mes mauvaises pensées. Stock, Paris 2005. ISBN 2-234-05798-1.
- Avant les hommes. Stock, Paris 2007. ISBN 978-2-234-06039-5.
- Appelez-moi par mon prénom. Stock, Paris 2008. ISBN 978-2-234-06077-7.
- Nos Baisers sont des adieux. Stock, Paris 2010. ISBN 978-2-234-06188-0.
- Sauvage. Stock, Paris 2011. ISBN 978-2-234-06439-3.
- Standard. Flammarion, Paris 2014. ISBN 978-2-08-131500-6.
- Beaux Rivages. JC Lattès, Paris 2016. ISBN 978-2-7096-5052-6.
- Tous les hommes désirent naturellement savoir. JC Lattès, Paris 2018. ISBN 978-2-7096-6068-6.
- Otages. JC Lattès, Paris 2020. ISBN 978-2-7096-5055-7.
  - Geiseln. Übersetzt von Nathalie Rouanet. Elster Verlag, Zürich 2021. ISBN 978-3-906903-16-3.
- Satisfaction. JC Lattès, Paris 2021. ISBN 978-2-7096-6702-9.
  - Erfüllung. Übersetzt von Nathalie Rouanet. Elster Verlag, Zürich 2022. ISBN 978-3-906903-19-4.
- Grand Seigneur. JC Lattès, Paris 2024. ISBN 978-2-7096-7005-0.

Andere Schriften
- Le Désir d'un roman sans fin: Écrits (1999–2022).  JC Lattès, Paris 2024. ISBN 978-2-7096-7193-4.

## Deutschsprachige Hörspielbearbeitung
- 2004: Nomaden der Worte: Ganz dazwischen (Vorlage: Garçon manqué) – Übersetzung: Andra Joeckle; Bearbeitung und Regie: Ursula Weck (Deutschlandradio)[4]